# 밀로시 벨코비치
밀로시 벨코비치(세르비아어: Miloš Veljković, Милош Вељковић, 1995년 9월 26일 ~ )는 세르비아의 축구 선수이다. 현재 소속팀은 SV 베르더 브레멘이며, 수비형 미드필더, 수비수 포지션에서 활약한다.
스위스 출신이지만 세르비아 부모님에게서 태어나 두 개의 국적을 가지고 있다. 처음에는 스위스 소속으로 국가 대항전에 출전했으나 2012년 이후에는 세르비아 소속으로 국가 대항전에 출전 중이다. 2015년 FIFA U-20 월드컵에 모든 경기에 출전하여 세르비아 U-20의 우승을 이끌었다.